# Olson-Gletscher
Der Olson-Gletscher ist ein Gletscher im ostantarktischen Viktorialand. Er fließt vom Malta-Plateau in den Victory Mountains in westlicher Richtung zum Seafarer-Gletscher.
Der United States Geological Survey kartierte ihn anhand eigener Vermessungen und Luftaufnahmen der United States Navy aus den Jahren von 1960 bis 1962. Das Advisory Committee on Antarctic Names benannte ihn 1970 nach Richard D. Olson von der Abteilung für Polarprogramme der National Science Foundation, der von 1967 bis 1968 für administrative Tätigkeiten auf der McMurdo-Station zuständig war.